# Okavango (flod)
 For alternative betydninger, se Okavango. (Se også artikler, som begynder med Okavango)
Okavango er en ca. 1.600 km lang flod i Sydvestafrika. Den udspringer i Angola hvor den kaldes Cubango, og løber i starten mod syd til den når Namibia. Her fortsætter den som grænseflod mellem de to lande i østlig retning indtil den når Caprivi-striben som den krydser og fortsætter mod syd ind i Botswana. I Botswana ender floden i Okavangodeltaet som er et indlandsdelta i et stort endorheisk bassin. Der er således ikke noget udløb til havet. Deltaet er et vigtig naturområde og udnævnt til verdensarvsområde af UNESCO.
I Nambibia falder Okavango 4 m over en strækning på 1,2 km i en serie af strømfald kaldet Popa Falls.

## Vandkonflikt
Både Botswana og Namibia lider jævnligt af tørke, og flodvandet er en vigtig resurse som kan udløse konflikter mellem landene. Botswana ønsker vandet for at opretholde deltaet og indtægterne forbundet med økoturisme, mens Namibia ønsker at lede vand væk fra floden for at bruge det til drikkevand.
Angola, Botswana og Namibia blev i 1994 enige at nedsætte The Permanent Okavango River Basin Water Commission (OKACOM) til at rådgive landene om den bedst mulige brug af flodens naturresurser.